# Road (Alice Cooper)
Road è il ventinovesimo 
album in studio del musicista statunitense Alice Cooper, pubblicato nel 2023.

## Tracce
1. I'm Alice – 3:55 (Alice Cooper, Anders Fästander, Bob Ezrin, Kee Marcello, Ryan Roxie)
2. Welcome to the Show – 3:36 (Cooper, Ezrin, Chuck Garric, Glen Sobel, Nita Strauss, Roxie, Tommy Henriksen)
3. All Over the World – 3:52 (Cooper, Ezrin, Garric, Sobel, Strauss, Roxie, Henriksen)
4. Dead Don't Dance (featuring Kane Roberts) – 3:30 (Cooper, Ezrin, Evan Magness, Kane Roberts)
5. Go Away – 4:20 (Cooper, Ezrin, Keith Nelson)
6. White Line Frankenstein (featuring Tom Morello) – 3:40 (Cooper, Ezrin, Morello)
7. Big Boots – 3:14 (Cooper, Ezrin, Garric, Sobel, Strauss, Roxie, Henriksen)
8. Rules of the Road – 3:48 (Cooper, Ezrin, Wayne Kramer)
9. The Big Goodbye – 3:32 (Cooper, Ezrin, Garric, Sobel, Strauss, Roxie, Henriksen)
10. Road Rats Forever – 4:04 (Cooper, Dick Wagner)
11. Baby Please Don't Go – 3:29 (Cooper, Ezrin, Nelson)
12. 100 More Miles – 3:04 (Cooper, Ezrin, Garric, Jim Bacchi)
13. Magic Bus – 3:39 (Pete Townshend)

## Formazione
- Alice Cooper – voce (tutte le tracce), cori (5-11, 13)
- Ryan Roxie – chitarra elettrica (tutte), chitarra acustica (11, 13), cori (13)
- Nita Strauss – chitarra elettrica (tutte), chitarra acustica (11), cori (13)
- Tommy Henriksen – chitarra elettrica (tutte), chitarra acustica (11, 13), tastiera (1-3, 5, 6, 8, 11, 12), piano (7), basso (7, 11), percussioni (1-3, 5-13), cori (1-3, 6-13), "Party Animal" (8)
- Chuck Garric – basso (tutte eccetto 11), cori (13)
- Glen Sobel – batteria (tutte)
- Bob Ezrin – cori (1-8, 10, 11), chitarra acustica (11), horn synth (12)
- Kane Roberts – chitarra (4)
- Tom Morello – chitarra (6), cori (6)
- Burleigh Johnson – piano (10)
- Keith Miller – chitarra acustica (11)
- Roger Glover – basso (11)
- Sheryl Cooper – cori (8)

## Classifiche
| Classifica (2023) | Posizione raggiunta |
| ----------------- | ------------------- |
| Regno Unito       | 8                   |